# Appius Claudius Caecus
Appius Claudius Caecus ("blinde" født 340 f.Kr., død 273 f.Kr.) var en romersk politiker fra en velhavende aristokratisk familie. Han var selv consul og senere diktator som søn af Gaius Claudius Crassus, der selv var diktator i 337 f.Kr.

## Hans Liv
Han blev censor i 312 f.Kr., selv om han ikke tidligere havde været konsul. Han søgte støtte fra de lavere klasser og tillod sønner af frigivne slaver at gøre tjeneste i senatet i Rom, ligesom han udvidede stemmerettens privilegier til mænd i landdistrikternes stammer, der ikke ejede deres egen jord. Under den "Anden Samnitiske krig" talte han for grundlæggelsen af romerske kolonier i hele Lazio og Campanien, der skulle tjene som værn mod samniterne og etruskerne.
I sin tid som censor byggede han Appiavejen (latin : Via Appia), som er en vigtigt og berømt vej mellem Rom og Capua. Derudover byggede han den første akvædukt i Rom ("Aqua Appia"). Han udgav også for første gang en liste over juridiske procedurer og juridiske forhold, hvortil kendskab hidtil havde været forbeholdt de højeste præster i oldtidens romerske religion. Han var også optaget af litteratur og retorik og indførte reformer i latinsk retskrivning.
Han tjente senere to gange som konsul: I 307 f.Kr. og 296 f.Kr. Derudover blev han i 292 f.Kr. og 285 f.Kr. udnævnt til diktator. I 280 f. Kr., efter han  [ifølge Livius] var blevet blind på grund af en forbandelse, holdt han en berømt tale mod Cineas, som var  gesandt fra "Pyrrhus af Epirus", og erklærede, at Rom aldrig ville overgive sig. Det er det tidligst kendte manuskript til en politisk tale på latin og er kilden til udtrykket: "hver mand er sin egen lykkes smed" (latin: quisque Faber suae fortunae).
Ifølge Martianus Capella brød Appius sig ikke om lyden af bogstavet Z.